# Mače
Mače je vesnice a správní středisko stejnojmenné opčiny v Chorvatsku v Krapinsko-zagorské župě. Nachází se asi 4 km západně od Zlataru a asi 18 km jihovýchodně od Krapiny. V roce 2011 žilo v Mači 696 obyvatel, v celé opčině pak 2 534 obyvatel. Název znamená kotě.
Do teritoriální reorganizace v roce 2010 bylo Mače součástí opčiny Zlatar Bistrica.
Součástí opčiny je celkem devět trvale obydlených vesnic. Dříve tvořily vesnice Mali Bukovec a Veliki Bukovec jediné sídlo Bukovec.
- Delkovec – 143 obyvatel
- Frkuljevec Peršaveški – 54 obyvatel
- Mače – 696 obyvatel
- Mali Bukovec – 258 obyvatel
- Mali Komor – 94 obyvatel
- Peršaves – 323 obyvatel
- Veliki Bukovec – 314 obyvatel
- Veliki Komor – 397 obyvatel
- Vukanci – 255 obyvatel

Opčinou prochází státní silnice D29 a župní silnice Ž2125, Ž2165, Ž2168 a Ž2242. Protéká zde potok Velika rijeka, který je pravostranným přítokem řeky Krapiny.